# Carlo Chiabrano
Carlo Giuseppe Valentino Chiabrano (* 12. Februar 1723 in Turin; † 6. September 1754 in London) war ein italienischer Violinist und Komponist der Vorklassik.

## Leben
Carlo Chiabrano entstammte einer Musikerfamilie und war ein Sohn des in Turin wirkenden Tanzmeisters und Geigers, Giovanni Nicola Chiabrano (1686–1776). Fundierten Geigenunterricht erhielt er vor allem von seinem Onkel Giovanni Battista Somis. 1737 wurde er vierzehnjährig Mitglied der Turiner Hofkapelle und des Opernorchesters am Teatro Regio. In den 1740er Jahren reiste er nach London, wo sein Bruder Francesco wirkte. Gleich elfmal trat er im Sommer 1751 beim Concert spirituel in Paris auf, wo ihn das Publikum begeistert aufnahm. Der Mercure de France beschrieb sein Spiel als neu, einzigartig, lebhaft, hervorspringend und voller Überraschungen. Chiabrano gehörte zu den ersten Geigern, die das Doppelflageolett einsetzten. Während seines Aufenthaltes in Paris, unterrichtete er den Geiger Pierre Vachon.
Seine Brüder waren der 1719 geborene Geiger Francesco Chiabrano und der Cellist und Komponist Gaetano Chiabrano (1725–1802). Nicht verwandt aber häufig verwechselt war er mit Francesco Chiabrano (1756–1829), dieser wirkte als Geiger und Gitarrist in London.

## Werke (Auswahl)
- Eine Sinfonie, die Robert Eitner in seinem Lexikon erwähnt, gilt heute als verschollen.[3]
- Six Sonates à violon seul et basse continue op. 1 (Paris, 1761 unter dem Namen Charles Chabran)
- Six Favourite Solos for the Violin with a Torough Bass (London, 1763)